# Archedinus relictus
Archedinus relictus är en skalbaggsart som beskrevs av Moron och Jan Krikken 1990. Archedinus relictus ingår i släktet Archedinus och familjen Cetoniidae. Inga underarter finns listade.